# Kasha

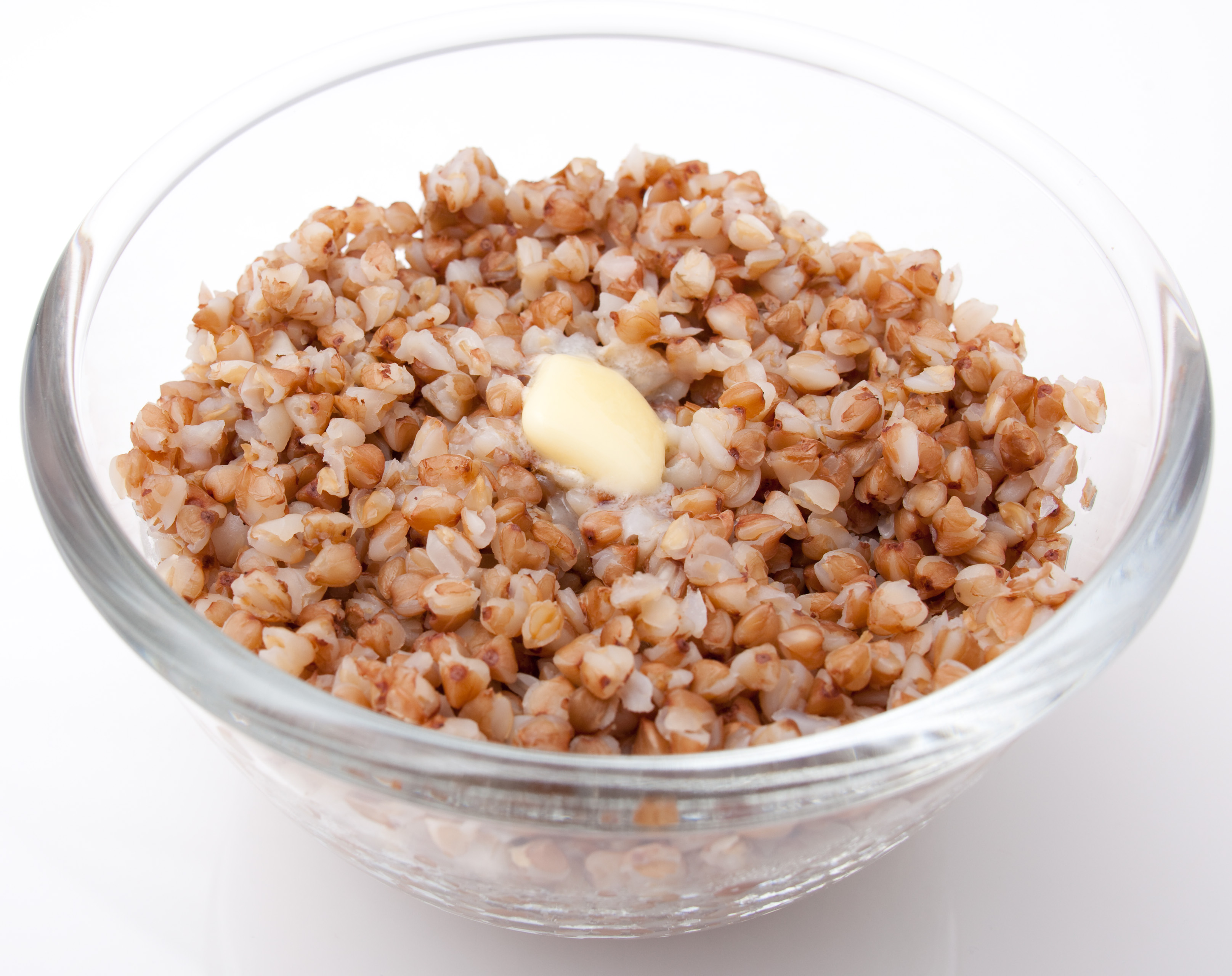
Kasha

Kasha é um prato de cereais cozidos, muito popular na Rússia e países vizinhos. Os cereais, que podem ser simples, como arroz ou painço, ou preparados como semolina ou flocos de aveia, são fervidos em leite, por vezes misturado com água; a quantidade de líquido determina, em parte, a consistência da kasha. 
Um antigo ditado em russo que diz que “xi e kasha são a nossa alimentação”. 

## Algumas receitas tradicionais de kasha
- Guryevskaya kasha, com nata, nozes, amêndoas, açúcar, jam, limão, alcaçuz e baunilha; [2]
- Kasha clássica de trigo-mourisco - o grão inteiro cozido, primeiro no fogo, depois no forno, apenas em água e sal ou em leite, podendo levar ovo batido e açúcar; se for para servir ao pequeno almoço, deve enrolar-se o recipiente num cobertor durante a noite; [3]

## História da kasha
Há muitos séculos, kasha era uma comida cerimonial oferecida em casamentos e festas reais; nos séculos XII-XIV, a palavra “kasha” era equivalente a “festa”. Em velhos anais, está registado que o grande “knaz” Alexander Nevsky, em 1239 organizou uma grande “kasha” (festa) em Toropetz e depois em Novgorod. Rapidamente, a kasha tornou-se um prato popular na Rússia, uma vez que podia preparar-se facilmente uma quantidade que tirasse a fome a muitas pessoas, além de ser muito versátil, uma vez que se pode fazer com vários ingredientes diferentes. Na época em que era difícil ou demorado moer os grãos, a kasha era feita com grãos inteiros; ainda hoje se fazem, por exemplo com trigo-mourisco ou arroz, mas a kasha de farinha é mais comum. 